# Dudeneytal
Dudeneytal är ett positivt heltal som är en perfekt kub sådant att siffersumman är lika med kubikroten av talet.
Det finns exakt sex Dudeneytal:
```
    
1
 =  1 x  1 x  1   ;   1 = 1
  
512
 =  8 x  8 x  8   ;   8 = 5 + 1 + 2
 
4913
 = 17 x 17 x 17   ;  17 = 4 + 9 + 1 + 3
 
5832
 = 18 x 18 x 18   ;  18 = 5 + 8 + 3 + 2

17576
 = 26 x 26 x 26   ;  26 = 1 + 7 + 5 + 7 + 6

19683
 = 27 x 27 x 27   ;  27 = 1 + 9 + 6 + 8 + 3
```

(talföljd A061209 i OEIS)
Dudeneytal är uppkallade efter Henry Dudeney.